# Hosťovce (Košice)
|  | No s'ha de confondre amb Hosťovce (Nitra). |

Hosťovce és un poble i municipi d'Eslovàquia. Es troba a la regió de Košice, a l'est del país.

## Història
La primera referència escrita de la vila data del 1360.

## Demografia
| Godina             | 1994 | 2004    | 2014   | 2024 |
| ------------------ | ---- | ------- | ------ | ---- |
| Nombre de persones | 220  | 191     | 200    | 218  |
| Diferència         |      | −13,18% | +4,71% | +9%  |

| Godina             | 2023 | 2024   |
| ------------------ | ---- | ------ |
| Nombre de persones | 208  | 218    |
| Diferència         |      | +4,80% |